# میکائل ادواردز
میکائل ادواردز (انگلیسی: Michael Edwards؛ زادهٔ ۲۹ آوریل ۱۹۳۸) نویسنده، منتقد ادبی، و استاد اهل بریتانیا است.
وی به عنوان اولین فرد بریتانیایی در ۲۱ فوریه ۲۰۱۳ به عضویت فرهنگستان فرانسه انتخاب شد.